# Reserva natural Tigrovaya Balka

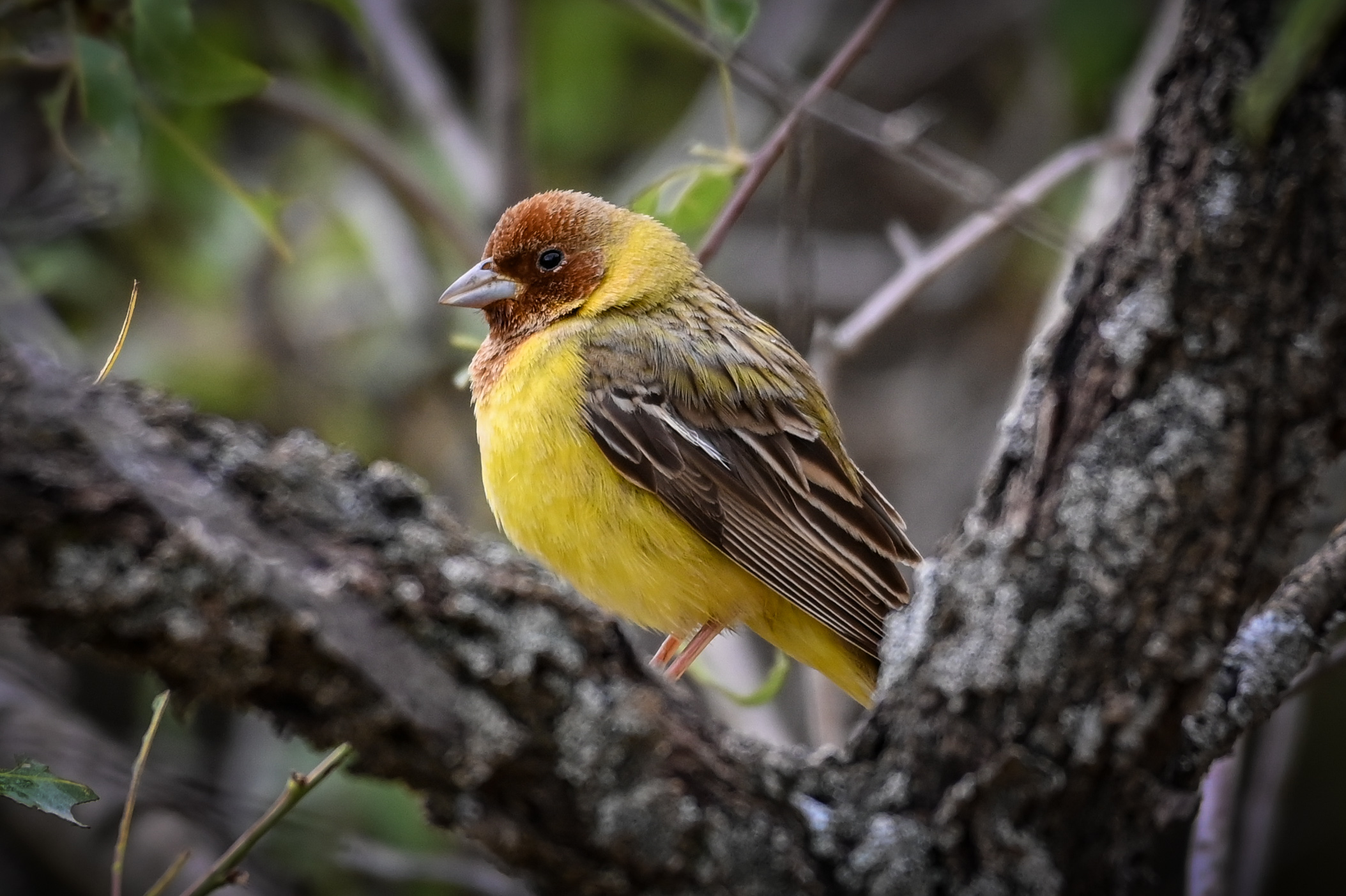
Ave en la Reserva natural Tigrovaya Balka.

La Reserva natural Tigrovaya Balka es en Tayikistán el cierre a la frontera afgana donde el Río Vajsh y el Río Panj  se une para formar el Amu Daria. Los tramos de reserva encima 40 km del suroeste al nordeste.

## Descripción
El 460 km² reserva está descrita por el WWF tan la naturaleza más importante reserva en Asia Central, debido a su medida grande y diversidad ecológica. Además es muy importante para especie rara de tugay, o riparian bosque, ecosistemas.
Las elevaciones más altas logran aproximadamente 1,200 m encima nivel de mar. El clima es continental y seco, los hábitats diferentes de Tigrovaya Balka comprende semidesiertos, sabanas-como praderas con pistachio árboles y tugay vegetación con chopos, Elaeagnus angustifolia y hierbas altas.

## Fauna
El área era una de los últimos baluartes del Tigre del caspio, cuyas pistas estuvieron vistas en la reserva por última vez en 1953. Cuando de hoy, Tigrovaya Balka es casa quieta a la presa principal original del tigre, el raro Ciervo Bactriano. Otra especie más grande de la reserva incluyen Hienas rayadas, chacales dorados, Gatos de la Jungla, jabalíes, Gacelas Persa, puercoespines, las introducidas nutrias, lobos grises, zorros rojos y en cerros también uriales.